# Proproteinska konvertaza 1
Proproteinska konvertaza 1 (EC 3.4.21.93, prohormonska konvertaza 3, neuroendokrina konvertaza 1, PC1) je enzim. Ovaj enzim katalizuje sledeću hemijsku reakciju
Izdvajanje proteinskih hormona, neuropeptida i renina iz njihovih prekurzora, generalno putem hidrolize -Lys-Arg- veza
Oaj enzim je zavistan od Ca2+, i maksimalno je aktivan na pH 5.5.

## Literatura
- Nicholas C. Price; Lewis Stevens (1999). Fundamentals of Enzymology: The Cell and Molecular Biology of Catalytic Proteins (Third изд.). USA: Oxford University Press. ISBN 019850229X.
- Eric J. Toone (2006). Advances in Enzymology and Related Areas of Molecular Biology, Protein Evolution (Volume 75 изд.). Wiley-Interscience. ISBN 0471205036.
- Branden C; Tooze J. Introduction to Protein Structure. New York, NY: Garland Publishing. ISBN 0-8153-2305-0.
- Irwin H. Segel. Enzyme Kinetics: Behavior and Analysis of Rapid Equilibrium and Steady-State Enzyme Systems (Book 44 изд.). Wiley Classics Library. ISBN 0471303097.

## Spoljašnje veze
- Proprotein+convertase+1 на 